# Philocasca oron
Philocasca oron là một loài Trichoptera trong họ Limnephilidae. Chúng phân bố ở miền Tân bắc.